# Claud Hamilton, I lord di Paisley
Claud Hamilton, I lord di Paisley (9 giugno 1546 – 3 maggio 1621), è stato un politico scozzese.

## Biografia
Era il figlio più giovane di James Hamilton, II conte di Arran, e di sua moglie Margaret Douglas.
Nel 1553 ricevette le terre dell'abbazia di Paisley.
Nel 1568 assistette Maria, regina di Scozia, nella fuga dal castello di Loch Leven, poi combatté per lei nella battaglia di Langside.
Nel 1579 il consiglio privato decise di arrestare sia lui che suo fratello, lord John Hamilton (1535-1604) (in seguito primo marchese di Hamilton), ma i fratelli fuggirono nel Regno d'Inghilterra, dove Elisabetta I li utilizzò come pedine nel gioco diplomatico. In seguito Claud visse per un breve periodo in Francia.
Ritornando in Scozia nel 1586, cercò di riconciliarsi con Giacomo VI di Scozia. Nel 1589 alcune delle sue lettere vennero sequestrate e subì una breve pena detentiva breve, dopo di che praticamente scomparve dalla vita pubblica.

## Matrimonio
Sposò, il 1º agosto 1574, Margaret Seton (1551-1615), figlia di George Seton, V Lord Seton, e di sua moglie, Isabel Hamilton. Ebbero nove figli:
- James Hamilton, I conte di Abercorn (12 agosto 1575-23 marzo 1618);
- Sir John Hamilton (1576-1604), sposò Johanna Everard, ebbero una figlia;
- Sir Claud Hamilton (1576-19 ottobre 1614), sposò Janet Hamilton, ebbero nove figli;
- Sir George Hamilton (1577-1657), sposò Isobel Leslie, ebbero un figlio;
- Margaret Hamilton (1º settembre 1577-23 dicembre 1577);
- Sir Frederick Hamilton (1578-31 marzo 1646), sposò in prime nozze Sidney Vaughan, ebbero quattro figli, sposò in seconde nozze Agnes, non ebbero figli;
- Margaret Hamilton (1585-11 settembre 1623), sposò William Douglas, I marchese di Douglas, ebbero sei figli;
- Henry Hamilton (13 gennaio 1585-15 marzo 1585);
- Alexander Hamilton (3 settembre 1587-11 dicembre 1587);

## Ascendenza
|                                    |                                  |                                  | Genitori                  |  |  | Nonni |  |  | Bisnonni                        |  |  | Trisnonni      |  |
|                                    |                                  |                                  |                           |  |  |       |  |  | James Hamilton, I lord Hamilton |  |  | James Hamilton |  |
|                                    |                                  |                                  |                           |  |  |       |  |  | James Hamilton, I lord Hamilton |  |  | James Hamilton |  |
|                                    |                                  | Janet Livingston                 |                           |  |  |       |  |  | James Hamilton, I lord Hamilton |  |  |                |  |
| James Hamilton, I conte di Arran   |                                  |                                  |                           |  |  |       |  |  | James Hamilton, I lord Hamilton |  |  |                |  |
|                                    |                                  | Maria di Scozia                  | Giacomo II, re di Scozia  |  |  |       |  |  |                                 |  |  |                |  |
|                                    |                                  | Maria di Scozia                  | Giacomo II, re di Scozia  |  |  |       |  |  |                                 |  |  |                |  |
|                                    |                                  | Maria di Scozia                  | Maria di Gheldria         |  |  |       |  |  |                                 |  |  |                |  |
| James Hamilton, II conte di Arran  |                                  | Maria di Scozia                  |                           |  |  |       |  |  |                                 |  |  |                |  |
|                                    |                                  | sir David Bethune                | John Bethune              |  |  |       |  |  |                                 |  |  |                |  |
|                                    |                                  | sir David Bethune                | John Bethune              |  |  |       |  |  |                                 |  |  |                |  |
|                                    |                                  | sir David Bethune                | Marjory Boswell           |  |  |       |  |  |                                 |  |  |                |  |
| Janet Bethune                      |                                  | sir David Bethune                |                           |  |  |       |  |  |                                 |  |  |                |  |
|                                    |                                  | Janet Duddingston                | Stephen Duddingston       |  |  |       |  |  |                                 |  |  |                |  |
|                                    |                                  | Janet Duddingston                | Stephen Duddingston       |  |  |       |  |  |                                 |  |  |                |  |
|                                    |                                  | Janet Duddingston                | Deborah Creich            |  |  |       |  |  |                                 |  |  |                |  |
| Claud Hamilton, I lord Paisley     |                                  | Janet Duddingston                |                           |  |  |       |  |  |                                 |  |  |                |  |
|                                    | John Douglas, II conte di Morton | James Douglas, I conte di Morton |                           |  |  |       |  |  |                                 |  |  |                |  |
|                                    | John Douglas, II conte di Morton | James Douglas, I conte di Morton |                           |  |  |       |  |  |                                 |  |  |                |  |
|                                    | John Douglas, II conte di Morton | Giovanna di Scozia               |                           |  |  |       |  |  |                                 |  |  |                |  |
| James Douglas, III conte di Morton | John Douglas, II conte di Morton |                                  |                           |  |  |       |  |  |                                 |  |  |                |  |
|                                    |                                  | Janet Crichton                   | sir Patrick Crichton      |  |  |       |  |  |                                 |  |  |                |  |
|                                    |                                  | Janet Crichton                   | sir Patrick Crichton      |  |  |       |  |  |                                 |  |  |                |  |
|                                    |                                  | Janet Crichton                   | Katherine Turing          |  |  |       |  |  |                                 |  |  |                |  |
| lady Margaret Douglas              |                                  | Janet Crichton                   |                           |  |  |       |  |  |                                 |  |  |                |  |
|                                    |                                  | Giacomo IV, re di Scozia         | Giacomo III, re di Scozia |  |  |       |  |  |                                 |  |  |                |  |
|                                    |                                  | Giacomo IV, re di Scozia         | Giacomo III, re di Scozia |  |  |       |  |  |                                 |  |  |                |  |
|                                    |                                  | Giacomo IV, re di Scozia         | Margherita di Danimarca   |  |  |       |  |  |                                 |  |  |                |  |
| Catherine Stewart                  |                                  | Giacomo IV, re di Scozia         |                           |  |  |       |  |  |                                 |  |  |                |  |
|                                    |                                  | Marion Boyd                      | Archibald Boyd            |  |  |       |  |  |                                 |  |  |                |  |
|                                    |                                  | Marion Boyd                      | Archibald Boyd            |  |  |       |  |  |                                 |  |  |                |  |
|                                    |                                  | Marion Boyd                      | Christine Mure            |  |  |       |  |  |                                 |  |  |                |  |
|                                    |                                  | Marion Boyd                      |                           |  |  |       |  |  |                                 |  |  |                |  |

## Morte
Morì il 3 maggio 1621.